# Arvid Johan Wallbeck
Arvid Johan Wallbeck, född 14 december 1748 i Östra Husby församling, Östergötlands län, död 15 januari 1821 i Drothems församling, Östergötlands län, var en svensk präst.

## Biografi
Arvid Johan Wallbeck föddes 1748 i Östra Husby församling. Han var son till kyrkoherden Jöns Hvalbeck och Elisabeth Ranzoch i Tingstads församling. Wallbeck studerade i Linköping och blev höstterminen 1769 student vid Uppsala universitet. Han prästvigdes 20 maj 1773 och blev 28 januari 1778 huspredikant på Ravnäs säteri i Konungsunds socken, slutade 1784. Wallbeck blev extra ordinarie bataljonspredikant vid Artilleriet i Stockholm 1778, avlade pastoralexamen 13 september 1780 och blev vice pastor 5 november 1785. Han blev 11 november 1795 kyrkoherde i Drothems församling, tillträdde 1796, prost 3 oktober 1804 och 22 maj 1811 kontraktsprost i Hammarkinds kontrakt. Arvid Johan Wallbeck avled 15 januari 1821 i Drothems församling, klockan halv 8 på eftermiddagen.

### Familj
Wallbeck gifte sig första gången 8 juni 1797 med Hedvig Stenhammar (1773–1810). Hon var dotter till kyrkoherden Adolf Stenhammar i Västra Eds socken. De fick tillsammans barnen Fredrica Elisabeth (1798–1803), Johan Adolph (1800–1825), Arvid Fredric (1802–1871) och Claes Stephanus (1805–1866).
Wallbeck gifte sig andra gången 13 september 1812 med Elsa Hertzman (1772–1842). Hon var dotter till bruksbokhållaren Sven Hertzman och Benedicta Micrander i Gusum.